# أبو سالم المريني
إبراهيم بن علي بن عثمان المريني يكنى أبا سالم، ولقبه المستعين بالله، (ولد 735هـ / حوالي 1335م - تُوفي 762هـ / 1361م) سلطان مغربي من بني مرين، حكم مدة سنتين وثلاثة أشهر (1359 - 1361).

## حاله
قال المؤرخ الناصري في الاستقصا: «كان هذا السلطان جوادا، جم العطاء، معروفا بالوفاء، كثير الحياء».

## عودته للمغرب بعد النفي
عندما استولى السلطان أبي عنان على مقاليد الحكم بالمغرب، كان قد نفى الأمير أبي سالم إبراهيم مع أخيه محمد إلى بلاط غرناطة لكي لا يتطلعا إلى العرش المريني. وفي أعقاب وفاة أخيه أبي عنان تحركت أطماع أبي سالم للملك، فطلب من مدبر دولة ابن الأحمر بالأندلس أن يأذنوا له في اللحاق بوطنه لكنهم رفضوا طلبه، فغاضه ذلك فهرب، وطلب المساعدة من طاغية قشتالة فساعده وكلف إحدى سفن الأسطول القشتالي بنقله إلى ساحل المغرب. عندما نزل بجبل الصفيحة من بلاد غمارة على طريق سبتة وجد تأييدا قويا من قبائل المنطقة، فالستولى على سبتة وطنجة وأصيلا وجبل الفتح بسهولة، وكان قد ساعده في ذلك شخصيات قوية أمثال: السلطان أبو العباس بن أبي حفص صاحب قسنطينة الذي كان معتقلا بسبتة فقد ساعد السلطان أبي سالم وكذلك انضم إليه الحسن بن يوسف الورتاجني وأبو الحسن بن علي بن السعود والشريف أبو القاسم التلمساني.

## الحرب مع منصور بن سليمان
كان منصور بن سليمان -السلطان الذي فُرض بالقوة في ظل الصراع وعدم الإستقرار والمشاكل التي كانت بينه والوزير الحسن بن عمر الفودودي وسلطانه المحجور أبو بكر الثاني- قد ارتاب في شأن أبي سالم ومعاونيه وقد ظن أنهم يداخلون الوزير الحسن بن عمر الفدودي، فأرسل لهم منصور بن سليمان جيشا بقيادة أخويه عيسى وطلحة لكنهم هُزموا وانتصر الأمير أبي سالم إبراهيم مما أدى إلى إقبال الناس وانضمامهم إليه، ومن ناحية أخرى فقد جرت مراسلات سرية بين الوزير الحسن بن عمر الفدودي وأبي سالم وكانت النتيجة هي خلع السلطان أبي بكر السعيد بن أبي عنان وتسليمه وأمره إلى عمه الأمير أبي سالم. يقول السلاوي في ذلك: (فانصرفت إليه -أبو سالم- وجوه أهل المغرب وبطل أمر السلطان أبي بكر السعيد ومنصور بن سليمان معا وذابا كما يذوب الملح». وتم خلع السلطان أبي بكر السعيد يوم 12 شعبان سنة 760هـ.

## البيعة للسلطان أبي سالم إبراهيم
كانت بيعة السلطان الجديد أبي سالم إبراهيم يوم الجمعة منتصف شعبان سنة 760هـ بمقر الحكم المريني، يقول المؤرخ الناصري في الاستقصا: «دخل السلطان أبو سالم البلد الجديد يوم الجمعة منتصف شعبان من سنة ستين وسبعمائة، واستولى على ملك المغرب، وتوافت وفود النواحي بالبيعات وعقد للحسن بن عمر على مراكش، وجهزه إليها بالعساكر تخففا منه وريبة بمكانه من الدولة، واستوزر مسعود بن عبد الرحمن بن ماساي والحسن بن يوسف الورتاجني، واصطفى من خواصه خطيب أبيه الفقيه أبا عبد الله محمد بن أحمد بن مرزوق وجعل إلى أبي زيد عبد الرحمن بن خلدون صاحب التاريخ توقيعه وكتابة سره... ».

## الغني بالله ابن الأحمر ووزيره ابن الخطيب مخلوعين
اندلعت الثورة بغرناطة في رمضان 760هـ / 1359 م، وانتهت بأن فقد السلطان الغني بالله ملكه، واستولى اخوه الأمير إسماعيل على العرش، كما تمخضت هذه الثورة عن مقتل الوزير (ابي النعيم رضوان)، ثم فرار الغني بالله إلى وادي أش، وعليه فأصبح ابن الخطيب لا يملك من الأمر شيئا، غير أنه حاول أن يستميل إليه السلطان الجديد، فقبله في الوزارة مؤقتا، ثم تشكك بعد قليل في نواياه، بتحريض منافسيه وحساده، فقبض عليه، وصادر أملاكه، وبذلك فقد ابن الخطيب جاهه ونفوذه، بل ومتاعه بين عشية وضحاها. لم تطل هذه النكبة بابن الخطيب، فقد بعث ملك المغرب السلطان أبو سالم سفيره (الشريف أبا القاسم التلمساني) إلى ملك غرناطة الجديد، يطلب إليه أن يسمح للملك المخلوع (الغني بالله ووزيره ابن الخطيب) بأن يغادرا الأندلس إلى المغرب ضيفين عزيزين، فرضخ سلطان غرناطة الجديد لهذا الطلب، سياسة منه، وابقاء على أواصر الوداد مع بني مرين، واحتفاظا بهم سندا في مستقبل الدولة الإسلامية بالأندلس. وبهذا أطلق سراح ابن الخطيب ولحق بسلطانه حيث لجأ بوادي آش، ومن ثم إلى المغرب ومعهما نفر كبير من الحاشية، فوصل الركب فاس في محرم 760هـ / 8 دجنبر 1358 م، حيث استقبلهما السلطان أبو سالم استقبالا حارا، واحتفل بقدومهم احتفالا عظيما، وألقى ابن الخطيب في هذه المناسبة بين يدي المضيف قصيدته الشهيرة يستنصره ليعين سلطانه على أمره. وهذا مقطع من القصيدة الطويلة:
ويشهد ابن خلدون المؤرخ ذلك الحفل - بصفته من كبار رجال البلاط المريني - فيصفه لنا ويقول: أن ابن الخطيب استولى على سامعيه فأبكاهم تأثرا.

## ثورة الحسن بن عمر الفدودي ومقتله
يقول ابن خلدون في التاريخ عن خبر انتقاض الحسن بن عمر الفدودي وخروجه بتادلا وتغلب السلطان عليه ومهلكه: «لما فصل الوزير الحسن بن عمر إلى مراكش واستقرّ بها، تأثّل له بها سلطان ورياسة، نفسها أهل مجلس السلطان وسعوا في تنكّر السلطان له، حتى أظلم الجوّ بينهما، وشعر الوزير بذلك فارتاب بمكانه، وخشي بادرة السلطان على نفسه، وخرج من مراكش في شهر صفر من سنة إحدى وستين وسبعمائة فلحق بتادلا منحرفا عن الطاعة، مرتبكا أمره، وتلقاه بنو جابر من جشم، واعصوصبوا عليه وأجاروه. وجهّز السلطان عساكره إلى حربه، وعقد عليها لوزيره الحسن بن يوسف وسرّحه إليه فاحتل بتادلا، ولحق الحسن بن عمر بالجبل، واعتصم به مع الحسين بن علي الورديغي كبيرهم. وأحاطت بهم العساكر وأخذوا بمخنقهم، وداخل الوزير بعض أهل الجبل من صناكة في الثورة بهم، وسرّب إليهم المال فثاروا بهم، وانفض جمعهم، وتقبّض على الحسن بن عمر، وقاده برمّته إلى عسكر السلطان فاعتقله الوزير، وانكفأ راجعا إلى الحضرة. وقدم بها على السلطان في يوم مشهود، واستركب السلطان فيه العسكر وجلس ببرج الذهب مقعده في ساحة البلد لاعتراض عساكره. وحمل السلطان الحسن بن عمر على جمل طيف به بين أهل ذلك المحشر، وقرّب إلى مجلس السلطان فأومأ إلى تقبيل الأرض فوق جمله، وركب السلطان إلى قصره، وانفضّ الجمع وقد شهروا وصاروا عبرة من عبر الدنيا. ودخل السلطان قصره فاقتعد أريكته واستدعى خاصّته وجلساءه، وأحضره فوبّخه وقرّر عليه مرتكبه، فتلوّى بالمعاذير وفزع إلى الإنكار. وحضرت هذا المجلس يومئذ فيمن حضره من العليّة والخاصّة، فكان مقاما تسيل فيه العيون رحمة وعبرة. ثم أمر به السلطان فسحب على وجهه، ونتفت لحيته وضرب بالعصي، وتلّ إلى محبسه، وقتل لليال من اعتقاله قعصا بالرماح بساحة البلد، ونصب شلوه بسور البلد عن باب المحروق، وأصبح مثلا في الآخرين».

## استيلاء السلطان أبي سالم على تلمسان
أجمع السلطان أبو سالم النهوض إلى تملك تلمسان منتصف سنة 761هـ، فعسكر بظاهر فاس وجمع الجنود وشد الرحال إلى تلمسان، لما خبر أبي حمو بن يوسف الزياني بنهوض السلطان أبي سالم إلى تلمسان، نادى في العرب من بني عامر بن زغبة وبني معقل وخرج أبو حمو وشيعته عن تلمسان إلى الصحراء، وعندما دخل السلطان أبو سالم تلمسان واستولى عليها جاءه خبر دخول أبو حمو ومن معه إلى المغرب ونزولهم بأكرسيف ووطاط وبلاد ملوية وأنهم حطموا زروعها وخربوا عمرانها لذلك قرر السلطان أبو سالم العودة إلى المغرب وكان في جملته من بني زيان أبا زيان محمد بن عثمان ابن السلطان أبي تاشفين، فعقد له على تلمسان، ورجع السلطان أبي سالم إلى فاس، فخالفه أبو حمو والعرب إلى تلمسان فطردوا منها أبا زيان واستولوا عليها، ولحق أبو زيان بالسلطان أبي سالم إلى المغرب، وعقد المهادنة مع أبي حمو واستقر الأمر على ذلك. وكان قد ذكر المؤرخ الناصري في الاستقصا أن لسان الدين بن الخطيب عندما بلغه استيلاء السلطان أبي سالم على تلمسان هنأه بقصيدة طويلة يقول في مطلعها:

## وفادة السودان من أهل مالي
في أيام حكم أبو الحسن -والد السلطان أبي سالم- أرسل كونكو موسى وفدا لتهنئته عندما فتح تلمسان وأكرم أبو الحسن وفادة السفارة المالية وأعد لسلطان مالي هدية من تحف المغرب مما كان في ملكه الخاص ثم بعث بدوره وفدا يحمل هذه الهدية. ولما وصلت هدية أبي الحسن إلى مالي انشغل البلاط السوداني بفتنة داخلية حتى تولى منسا جاطة فرد على هدية المغرب بأخرى وكان ضمنها زرافة جميلة، وقد وصلت هذه الهدية في عهد السلطان أبي سالم سنة 762هـ فجلس بمجلس العرض وأمر أن يحتفل سكان العاصمة بقدوم الوفد، ثم نادى الناس في الخروج إلى الصحراء لمشاهدة الزرافة، وقام عدد من الشعراء بإنشاء قصائد في مدح السلطان والتنويه بهذه المناسبة وكان الوفد يحثو التراب على رأسه تحية للسلطان وتقييدا لهم إذا ذاك، وأقاموا في ضيافة ملك المغرب مدة طويلة ثم رجعوا عن طريق مراكش والسوس إلى بلادهم. يقول ابن خلدون في التاريخ: «و كان يوم وفادتهم يوما مشهودا جلس لهم السلطان ببرج الذهب مجلس العرض ونودى في الناس بالبروز إلى الصحراء فبرزوا ينسلون من كل حدب حتى غص بهم الفضاء وركب بعضهم بعضا في الازدحام على الزرافة اعجابا بخلقتها وأنشد الشعراء في معرض المدح والتهنئة ووصف الحال... ». ومن الشعر الذي قيل ذلك اليوم قول ابن خلدون في قصيدة مطلعها:
و قول ابن زمرك الأندلسي من قصيدة يقول في مطلعها:

## ثورة الوزير عمر بن عبد الله
كان أبو سالم قد قرر نقل مقر الحكم من البلد الجديد، إلى قصبة فاس القديمة وكان قد قلد إلى أحد كبراء الدولة ووزرائها وهو عمر بن عبد الله الأمانة على القلعة بدار ملكه في البلد الجديد مما أدى إلى استيلاء عمر بن عبد الله على دار الملك وثورته على السلطان أبي سالم وفي ليلة السابع عشر من ذي القعدة سنة 762هـ خلصوا إلى تاشفين الموسوس ابن السلطان أبي الحسن بمكانه من البلد الجديد فخلعوا عليه وألبسوه شارة الملك. حاول السلطان أبي سالم استعادة زمام الأمور وفض الثورة التي دبرها عمر بن عبد الله، لكنه لم يفلح ولاذ بالفرار، حتى تم القبض عليه بأمر من عمر بن عبد الله وهو نائم في إحدى المجاشر بوادي ورغة.

## مقتل السلطان أبي سالم
لما علم عمر بن عبد الله بخبر القبض على أبي سالم أرسل شعيب ابن ميمون بن ورداد، وفتح الله بن عامر، وأمرهما بقتله وإنفاذ رأسه، فلقياه بخندق القصب أمام كدية العرائس بظاهر مدينة فاس وأمرا بعض جند النصارى أن يتولى ذبحه ففعل، وحملوا رأسه في مخلاة ووضعوه بين يدي الوزير الثائر ومشيخته وكان ذلك يوم الخميس الحادي والعشرين من ذي القعدة سنة 762هـ ودفن بالقلة خارج باب الجيسة بفاس. يقول أبو الوليد إسماعيل ابن الأحمر: قتل رحمه الله تعالى وأنا أنظر إليه وأتوجع وأبكي يوم الخميس الحادي والعشرين لذي القعدة سنة 762هـ وله 28 سنة.
و قال ابن الخطيب في الإحاطة: «كان السلطان أبو سالم رحمه الله بقية البيت وآخر القوم دماثة وحياء وبعدا عن الشرور وركونا للعافية». قال: وأنشدت على قبره الذي ووريت به جثته قصيدة أديت فيها بعض حقه: